# Крест «За оборону Тешинской Силезии»
Крест «За оборону Тешинской Силезии» (пол. Krzyż za Obronę Śląska Cieszyńskiego) — польская награда, вручавшаяся с 1919 года за оборону Тешинской Силезии во время Польско-чехословацкой войны.

## История
Постановлениями от 2 февраля и 2 октября 1919 года «в целях увековечивания памяти об обороне земли Пястов учреждались награда для тех, кто своей отвагой, доблестью, умом и упорством внёс вклад в защиту Родины, находившийся в опасности», Национальный совет Тешинского герцогства учредил знаки «За оборону Силезии»:
- Памятная медаль «За оборону Тешинской Силезии»
- Крест «За оборону Тешинской Силезии» 1-й и 2-й степени.

## Описание
Крест имел две степени:
- Крестом 2-й степени награждались офицеры и солдаты, штабные офицеры и военнослужащие союзных армий, «проявившие особую храбрость и самоотверженность во время обороны Силезии, а также гражданские лица, которые во время чешского нападения, несмотря на аресты, жестокое обращение и угрозы их семьям, не дрогнули в своем патриотизме, подали пример и поддержали моральный дух широких кругов населения».[2]

Щит на кресте 2-й степени был похож на щит памятной медали «За оборону Тешинской Силезии» и имел четыре тёмно-синие эмалевые окончания, на реверсе была надпись «Walecznym Śląsk 1919».
- Крестом 1-й степени награждались командиры, которые, «помимо общих заслуг, своим руководством в бою способствовали благоприятному исходу сражения, и гражданские лица в составе правительства, которые неустанно защищали дело Силезии на политической арене».[2]

Крест отличался от аналогичного 2-й степени золотыми лучами между его концами.
К каждому кресту и медали прилагалось удостоверение, содержащее информацию о личности награждённого и текущий номер вручённого значка. Помимо крестов и медалей отдельно вручалась наградная грамота.
После учреждения креста Храбрых 11 августа 1920 года у награжденных крест «За оборону Тешинской Силезии» был заменён на оный.